# Osteopati
Osteopati er en alternativ behandlingsform eller manuel medicin grundlagt af den amerikanske læge Andrew Taylor Still i 1882. Ordet Osteon er græsk og betyder knogle eller ben. Der bliver benyttet mange forskellige teknikker så som manipulation, mobilisering, muscle energy techniques (MET), kraniosakralterapi (KTS), etc.
Målet med osteopati er at få genoprettet kroppens balance og naturlige funktion.
Osteopatien kombinerer viden om anatomi, fysiologi, biomekanik, neurologi, patologi (sygdomslære), embryologi (fosterlære) og organlære.[kilde mangler]
Der er ingen, eller utilstrækkelig evidens for at osteopati er effektivt som behandling for lidelser "ikke relateret" til knogler og muskler, "såsom hovedpine, migræne, smertefulde periode, spiseforstyrrelser, depression og overdreven gråd hos babyer (kolik)"; en eksplicit reference til påstandene i osteopatisk manipulativ medicin. Andre har yderligere konkluderet at osteopatisk manipulation "ikke har vist overbevisende videnskabelig dokumentation" for dets effekt i behandlingen af muskoloskeletale smerter.

## Osteopati i Danmark
I Danmark er osteopati blev autorisationsberettiget per 1. juli 2018. Det betyder at der stilles større krav til hvad en osteopat må behandle og hvordan de gør det, samtidig med at patienterne nu kan klage til Styrelsen for Patientsikkerhed. 